# Christopher Helm
Christopher Alexander Roger Helm (* 1. Februar 1937 in Dundee, Schottland; † 20. Januar 2007 in Hastings, East Sussex) war ein schottischer Verleger und Ornithologe.

## Leben
Helm war der Sohn eines presbyterianischen Pfarrers und verbrachte die ersten zwei Jahre seines Lebens in Forfar. Im Jahre 1939 zog die Familie ins englische Royal Tunbridge Wells, wo sein Vater weiterhin in der schottischen Diaspora predigte. Im Jahr 1960 erlangte Helm den Bachelor of Arts in Literae Humaniores (klassische Altertumswissenschaften) und in den Rechtswissenschaften am Gonville and Caius College der University of Cambridge. Er begann eine Karriere in der Werbung und im Verlagswesen und kam als Redakteur zum Verlag Macmillan Publishers, während er seine politischen Interessen verfolgte. 1970 wurde er als Labour-Kandidat in der Tory-Hochburg Wokingham in Berkshire aufgestellt und verlor die Wahl. Er engagierte sich jedoch weiter in der Labour Party und war in den 1970er Jahren als Stadtrat im Londoner Stadtbezirk Wandsworth tätig. 1972 verließ Helm Macmillan und gründete mit seinem Kompagnon David Croom den unabhängigen akademischen Verlag Croom Helm. Das Konzept bestand darin, breit gefächerte wissenschaftliche Bücher bei jungen Wissenschaftlern in Auftrag zu geben, sie schnell zu veröffentlichen und international zu vermarkten. Croom war der produktive Herausgeber und Helm der Vermarkter. Das Konzept funktionierte aufgrund der kurzen Veröffentlichungszeit und des breiten Export-Vertriebsnetzes, das Helm aufbaute.
1982 erhielt Helm ein Postgraduierten-Diplom in Management von der Harvard Business School. 
1983 führte Helms lebenslanges Interesse an Vögeln zur Veröffentlichung des Buches Seabirds of the World von Peter Harrison. Dieses Werk gilt als erster umfassender Feldführer über eine ganze Gruppe von Vögeln und machte die Reihe Helm Identification Guides populär. 1986 verkaufte Helm den Verlag Croom Helm an Routledge und gründete seinen eigenen Verlag Christopher Helm Publishers. Neben ornithologischer Literatur wurde auch Gartenliteratur veröffentlicht. 1990 wurde das Helm-Label ein Teil des Verlags A & C Black, der seit dem Jahr 2000 zum Verlag Bloomsbury Publishing gehört.
2001 gab Helm das Standardwerk Raptors of the World von James Ferguson-Lees und David A. Christie heraus, das bereits 1983 in Auftrag gegeben wurde. 
1994 gründete er zusammen mit Nigel Redman in seinem Haus in Sussex das Label Pica Press, das im Jahr 2000 ebenfalls von A & C Black gekauft und von Redman geleitet wurde. In der Zwischenzeit ging Helm seinen ornithologischen Interessen nach, indem er Vogelzählungen durchführte und an ornithologischen Konferenzen teilnahm. Von 1991 bis 1999 war er ein aktives Mitglied im Führungsgremium der British Ornithologists’ Union und von 1995 bis 1999 war er Vizepräsident. Ferner war er Mitglied im African Bird Club, in der Ornithological Society of the Middle East und im Oriental Bird Club.
Helm war zweimal verheiratet: Von 1967 bis 1976 mit Caroline Price. Aus dieser Ehe gingen zwei Söhne hervor, von denen einer an Mukoviszidose starb. 1979 heiratete er Amanda Thomas, mit der er eine Tochter und einen weiteren Sohn hatte.